# Харрис, Фил
Фил Харрис (англ. Phil Harris; 24 июня 1904, Линтон, Индиана — 11 августа 1995, Ранчо-Мираж, Калифорния) — американский музыкант, актёр и комик. 
Он был руководителем оркестра и пионером в жанре радио-комедии, сначала в «Программе Джека Бенни», затем в «Шоу Фила Харриса и Элис Фей», в котором он восемь лет снимался вместе со своей женой, певицей и актрисой Элис Фей. Харрис также известен своей озвучкой анимационных фильмов. Он озвучивал Балу в «Книге джунглей» (1967), Томаса О’Мэлли в «Котах-аристократах» (1970), Маленького Джона в «Робин Гуде» (1973) и Пату в «Новых приключениях Пса и его друзей» (1991). В качестве певца записал сингл The Thing (1950).

## Биография
Харрис родился в Линтоне, штат Индиана, но вырос в Нэшвилле, штат Теннесси. Его визитной карточкой была песня «That’s What I Like About the South»/«Вот что мне нравится в Юге». Его родители были артистами цирка. Отец помог ему устроиться барабанщиком в цирковой оркестр. 
Харрис начал свою музыкальную карьеру в качестве барабанщика в Сан-Франциско, создав оркестр с Кэрол Лофнер в конце 1920-х годов и начав длительную работу в гостинице St. Francis Hotel (ныне Westin St. Francis). Партнерство закончилось к 1932 году, и Харрис возглавил группу в Лос-Анджелесе, в которой он был певцом и руководителем. В середине 1920-х он играл на барабанах в оркестре Big Band Orchestra Генри Холстеда.
В 1936 году Харрис стал музыкальным руководителем шоу The Jell-O Show Starring Jack Benny с участием Джека Бенни и Малона Меррик. Его фирменной песней была «Вот что мне нравится в Юге» («That’s What I Like About the South»). В 1942 году Харрис и его группа поступили на службу в ВМС США и прослужили до конца Второй мировой войны. В 1946 году Харрис и его жена Элис Фей начали совместно вести программу The Fitch Bandwagon, развлекательное комедийное шоу, которое следовала за шоу Джека Бенни по воскресеньям. The Fitch Bandwagon вскоре было названо «Шоу Фила Харриса и Элис Фей». Шоу выходило в эфир вплоть до 1954 года. Харрис появлялся в шоу Джека Бенни с 1948 по 1952 год.
Свои первые песни Харрис записывал еще в 1931 году. Среди них — сингл «The Thing», который был записан 13 октября 1950 года на RCA Records, и впервые попал в чарт Billboard 17 ноября 1950 года. Он продержался в чарте 14 недель, заняв первое место.
В 1994 году Харрису была посвящена звезда на Аллее звезд Палм-Спрингс.
Фил Харрис умер 11 августа 1995 года от сердечного приступа в своем доме на ранчо Мираж. Похоронен на кладбище Форест-Лоун в Катидрал-Сити.

## Личная жизнь
2 сентября 1927 года в Сиднее, Австралия, он женился на актрисе Марсии Ралстон. Они познакомились, когда он играл на концерте. Пара усыновила ребёнка, Фила Харриса-младшего (родился в 1935 году). Харрис и Марсия развелись в сентябре 1940 года.
Харрис и Элис Фей поженились в 1941 году. Это был второй брак для обоих (Фей была недолго замужем за певцом и актером Тони Мартином) и продлился 54 года до смерти Харриса.